# Аш-Шула (футбольный клуб)
«Аш-Шула» — саудовский футбольный клуб из города Эль-Хардж, выступающий в Первом дивизионе. Основан в 1963 году.

## История
В 1997 году «Аш-Шула» вышла в Саудовскую лигу, главную в системе футбольных лиг страны. Но в результате четырёх поражений на финише чемпионата 1997/98 команда оказалась на предпоследнем месте в турнирной таблице и вылетела обратно в Первый дивизион, где провела следующие три года. В 2001 году «Аш-Шула» заняла второе место в турнире и вернулась в элиту саудовского футбола.
Проведя в Саудовской лиге три сезона «Аль-Шола» по итогам чемпионата 2003/04 покинула её, заняв предпоследнюю позицию в турнирной таблице. Спустя ещё три года клуб и вовсе вылетел во Второй дивизион. Там «Аш-Шула» оставалась в течение двух лет, после чего начался постепенный подъём команды в иерархии саудовского футбола. В 2009 году она вернулась в Первый дивизион, а в 2012 — в Про-лигу.

## История выступлений
| Сезон   | Дивизион        | Место | Кубок |
| ------- | --------------- | ----- | ----- |
| 1996/97 | Первый дивизион |       |       |
| 1997/98 | Саудовская лига | 11-е  |       |
| 1998/99 | Первый дивизион | 3-е   |       |
| 1999/00 | Первый дивизион | 5-е   |       |
| 2000/01 | Первый дивизион |       |       |
| 2001/02 | Саудовская лига | 6-е   |       |
| 2002/03 | Саудовская лига | 9-е   |       |
| 2003/04 | Саудовская лига | 11-е  |       |
| 2004/05 | Первый дивизион | 6-е   |       |
| 2005/06 | Первый дивизион | 12-е  |       |
| 2006/07 | Первый дивизион | 13-е  |       |
| 2007/08 | Второй дивизион | 3-е   |       |
| 2008/09 | Второй дивизион | 1-е   |       |
| 2009/10 | Первый дивизион | 9-е   |       |
| 2010/11 | Первый дивизион | 13-е  |       |
| 2011/12 | Первый дивизион | 1-е   |       |
| 2012/13 | Про-лига        |       |       |